# Epiniac
Epiniac é uma comuna francesa na região administrativa da Bretanha, no departamento Ille-et-Vilaine. Estende-se por uma área de 24,02 km². Em 2010 a comuna tinha 1 447 habitantes (densidade: 60,2 hab./km²).